# Ipeľské Úľany
Ipeľské Úľany es un municipio del distrito de Levice en la región de Nitra, Eslovaquia. 
Se encuentra ubicado al este de la región, cerca de los ríos Ipoly y Hron (ambos afluentes izquierdos del Danubio) y de la frontera con la región de Banská Bystrica.

## Demografía
| Año        | 1994 | 2004     | 2014     | 2024    |
| ---------- | ---- | -------- | -------- | ------- |
| Población  | 415  | 342      | 290      | 262     |
| Diferencia |      | −17,59 % | −15,20 % | −9,65 % |

| Año        | 2023 | 2024    |
| ---------- | ---- | ------- |
| Población  | 263  | 262     |
| Diferencia |      | −0,38 % |

El censo de 1991 demostró que Ipeľské Úľany tenía 426 habitantes, número que para el siguiente censo, en 2001, descendió a 369. En 2011, contaba con 301 pobladores. Para el último censo de 2021, 274 residentes, de los cuales 271 eran ciudadanos eslovacos y 3 extranjeros.